# 比揚古站
比揚古站（法語：Billancourt）是巴黎地鐵的一個車站，位於布洛涅-比揚古。比揚古站開業於1934年2月3日，是巴黎地鐵9號線自聖克盧門站延長至塞夫爾橋站工程的一部分。

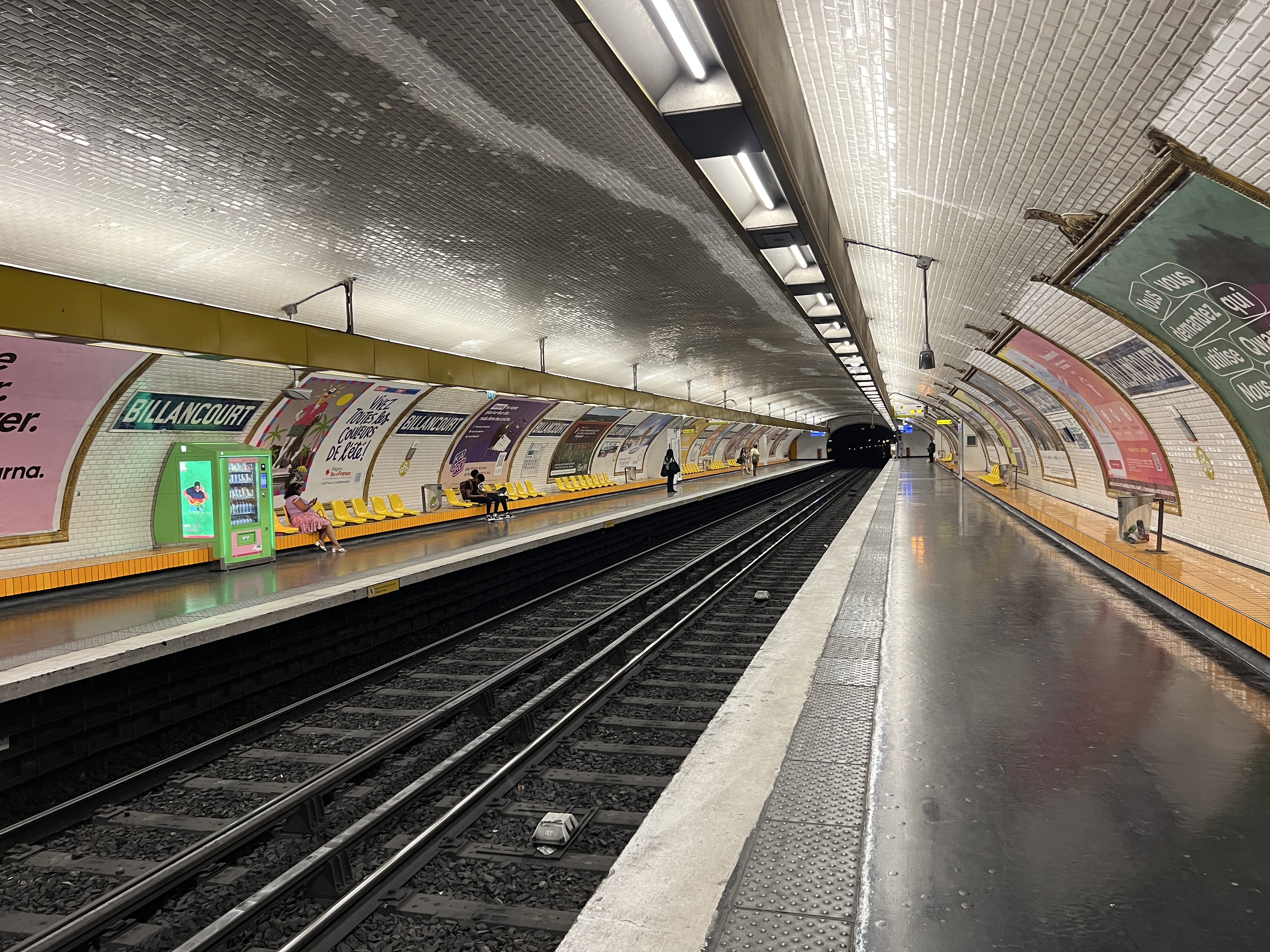
月台（2022年7月）

## 車站結構
| 街道層    |                    |                             |
| B1        | 夾層               |                             |
| 9號線月台 | 側式月台，右側開門 | 側式月台，右側開門          |
| 9號線月台 | 西行               | 往塞夫爾橋（總站）          |
| 9號線月台 | 東行               | 往蒙特勒伊鎮（馬塞爾·松巴） |
| 9號線月台 | 側式月台，右側開門 |                             |